# F3 (エンジン)

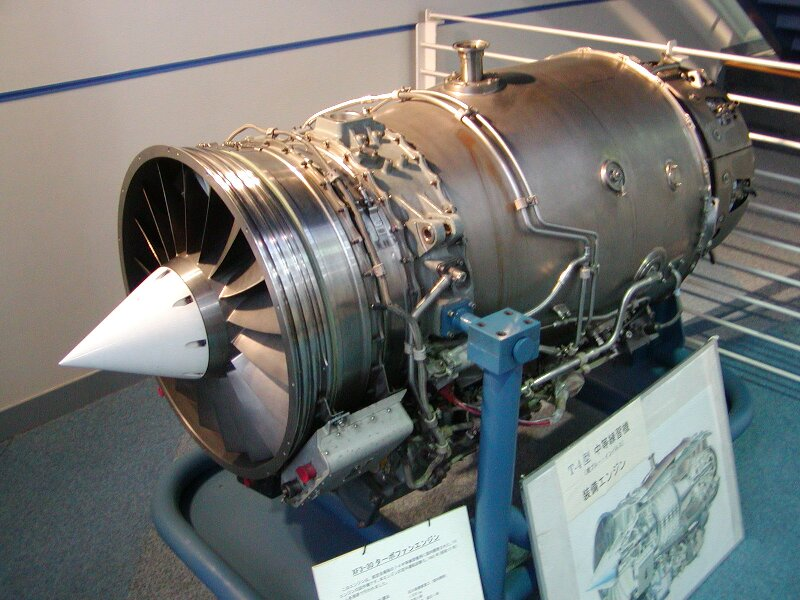
XF3-30

F3とは、1975年（昭和50年）より防衛庁技術研究本部第3研究所（現・防衛省技術研究本部航空装備研究所）が石川島播磨重工業（現・IHI）の協力のもと研究・開発し、石川島播磨重工業により製造されたターボファンエンジンである。F3-30型が航空自衛隊のT-4中等練習機に搭載されている。

## 開発経緯
J3エンジンに関する試験と改良が1968年（昭和43年）に終了し、それ以降日本では無人機用小型ジェットエンジン等の小型ジェットエンジンの研究試作で技術の維持を図っていた。戦闘機やジェット練習機などのエンジンもターボジェットエンジンから低バイパス比ターボファンエンジンへ変わっていく時代の流れのなか、昭和50年度より「運動性を要求される小型亜音速機用エンジン」の基礎的技術資料を得ることを目的としてXF3-1ターボファンエンジンの研究試作が開始された。

## 開発の流れ
- 1975年（昭和50年） - 「再熱ファン・エンジンの研究試作」としてXF3-1の試作を開始。
- 1976年（昭和51年） - XF3-1の試験を開始。
- 1977年（昭和52年） - 「小型機用ターボファン・エンジンの研究試作」としてXF3-20の試作を開始。
- 1978年（昭和53年） - XF3-1の試験を終了。
- 1978年（昭和53年） - XF3-20の試験を開始。
- 1980年（昭和55年） - 「小型ターボファンエンジンの研究試作」としてXF3-30の試作を開始。
- 1980年（昭和55年） - XF3-20の試験を終了。
- 1981年（昭和56年） - XF3-30の試験を開始。
- 1982年（昭和57年）11月 - ラルザックB3C3（スネクマ、チュルボメカ社）およびTFE1042-6（ボルボ、ギャレット（英語版）社）を抑え、XT-4のエンジンにXF3-30が選定される。
- 1982年（昭和57年） - XF3-30がPFRT（飛行前定格試験）段階に入る。C-1FTBおよびアーノルド技術開発センターの高空試験施設での試験を開始。
- 1984年（昭和59年）7月 - XF3-30がPFRTを終了。QT（認定試験）段階に入る。
- 1985年（昭和60年）7月29日 - XF3-30を搭載したXT-4が初飛行。
- 1986年（昭和61年）3月7日 - XF3-30がQTを終了し、開発を完了する。
- 1986年（昭和61年）7月12日 - 防衛庁がF3-30の生産担当会社に石川島播磨重工を指名。
- 1987年（昭和62年）12月17日 - T-4用エンジン2台が防衛庁に初納入。
- 1990年（平成2年） - XF3-400の研究試作を開始。
- 1994年（平成6年） - XF3-400を用いた研究を終了。
- 1999年 (平成11年）10月 - F3-30B型を適用。
- 2000年（平成12年）11月29日 - 生産機数500台達成。
- 2002年（平成14年）9月30日 - F3-30最終号機を出荷。F3エンジンを計559台生産[2]。

## 主要各型解説

### XF3-1
ターボファンエンジンの基礎的技術資料を得ることを目的とし、1基が試作された。
- ファン：軸流1段
- 圧縮機：軸流5段
- 燃焼器：アニュラー式燃焼器
- タービン入り口温度：940°C
- バイパス比：1.9
- タービン：軸流1段高圧タービン、軸流1段低圧タービン
- 重量：400 kg
- 最大推力：1,200 kg

### XF3-20
XF3-1の成果をもとに、より小型軽量化、高出力化を目指し、1基が試作された。
おもな変更点は
- バイパス比を1.9から0.9へ
- ファンを1段から2段へ
- 高圧タービンを空冷化、これによりタービン入り口温度を940°Cから1,050°Cへ
- 低圧タービンを1段から2段へ

である。これにより重量は340 kg、最大推力は1,600 kgとなった。

### F3-30
XF3-20の成果をもとに、XT-4に搭載するための実用エンジンを目指して、PFRT段階で9基、QT段階で5基の合計14基のXF3-30が試作された。
のちにXT-4のエンジンとして正式に選定され、F3-IHI-30として量産された。1999年10月より最新の材料技術を導入し信頼性を向上させたF3-IHI-30Bとなる。

### IHI-17
超音速戦闘機用エンジンの技術を取得するために、F3-30をベースにIHIで社内開発された。日本初の純国産アフターバーナー付きターボファンエンジン。

### XF3-400
1990年（平成2年）より1994年（平成6年）にかけて、IHI-17の成果を元にF3-30をベースに研究試作されたアフターバーナー付きターボファンエンジン。
おもな変更点は
- 燃焼器、タービンの変更でタービン入り口温度を1,050°Cから1,400°Cへ高温化
- アフターバーナーの追加
- 低圧タービンを2段から1段へ

これにより、ドライ推力は1,670 kgから2,100 kgへ、アフターバーナー作動時の3,400 kgの最大推力、より高い推力重量比を実現した。なお、このエンジンのために試作したXVM-10と呼ばれる2次元推力偏向ノズルを装着しての運転試験なども行われた。技術の蓄積によりXF3-400で最大推力に達成するまでの時間と手間は、XF3-1の70%程度で済んだという。このエンジンの技術的基盤がX-2に搭載する実証エンジンXF5-1の開発に繋がった。

## 諸元
F3-IHI-30/30B
- 長さ：2,020 mm
- 外径：560 mm
- 重量：340 kg
- ファン：軸流2段ファン
- 圧縮機：軸流5段圧縮機
- 燃焼器：アニュラー型燃焼器

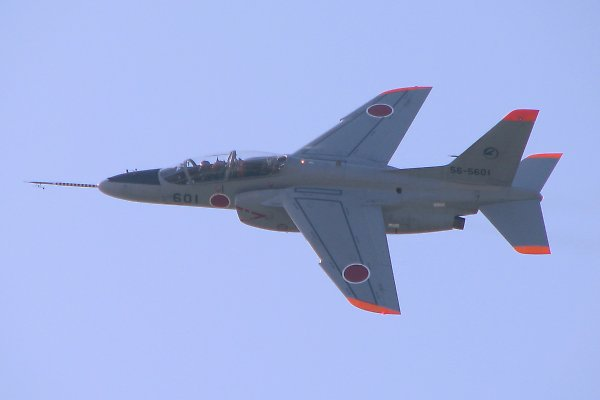
XF3-30を搭載したT-4試作1号機

- タービン：軸流1段空冷高圧タービン、軸流2段低圧タービン
- タービン入口温度：1050°C
- バイパス比：0.9
- 全圧力比：11
- 燃料：JP-4
- 推力：16.37 kN（1,670 kg）
- 推力重量比：4.9:1
- 搭載機体：T-4

IHI-17
- 長さ：3,000 mm
- 外径：560 mm
- 重量：501 kg
- 推力：2,100 kg
- 推力重量比：4.2:1

XF3-400
- 重量：501 kg
- タービン：軸流1段空冷高圧タービン、軸流1段低圧タービン
- 推力 
  - 2,100 kg (ドライ推力)
  - 3,400 kg (アフターバーナー使用時)
- 推力重量比：6.8-7 (アフターバーナー使用時)
- 全体圧力比：14
- タービン入口温度：1,400℃

## 参考資料
- 松宮簾、神津正男、石川達「XF3ターボファンエンジン」『日本航空宇宙学会誌』第31巻 第358号、日本航空宇宙学会、606頁 - 614頁、1983年
- 神津正男 「F3ターボファンエンジンについて」『日本ガスタービン学会誌』Vol.14 No.55、日本ガスタービン学会、24頁 - 35頁、1986年
- 鷹尾洋保、磯崎弘毅、戸田憲雄 「中等練習機（XT-4）の開発」『日本航空宇宙学会誌』第38巻 第434号、日本航空宇宙学会、1頁 - 13頁、1990年
- 三宅公誠 「防衛庁におけるエンジン開発」『日本ガスタービン学会誌』Vol.28 No.5、日本ガスタービン学会、9頁、2000年
- ガスタービン統計作成委員会編 『国産ガスタービン・過給機資料集－統計・生産実績・仕様諸元－ 2004年版』、日本ガスタービン学会、180頁 - 181頁、2005年
- 「第6章 航空エンジン工業の歩み」編纂委員会編　『日本の航空宇宙工業50年の歩み』73頁、日本航空宇宙工業会、2003年